# 伊万·梅日劳克
伊凡·伊凡诺维奇·梅日劳克（1891年9月30日—1938年4月25日），拉脱维亚人，生于哈爾科夫，苏联政治家，前孟什维克，1917年加入共产党，曾参与俄国十月革命和俄国内战。

## 人物经历
1891年，梅日劳克出生于拉脫維亞贵族家庭，父亲是一名教师，毕业于莱比锡大学。1912年，他毕业于哈尔科夫大学历史和文学系，又于1916年毕业于该大学法学系。
1917年，他成为哈爾科夫和布良斯克革命苏维埃的成员。1918年，他加入俄共（布），同年春天，他设法将国家银行内所存放的贵重物品从乌克兰送往莫斯科，成为第10革命军事委员会的会员。当年1月到3月间，他在哈爾科夫任司法长官和革命法庭主席。四月起，任喀山省军事长官，喀山议会书记，喀山省党委员会成员。七月，领导镇压了喀山的左翼社会革命党起义。1919年，担任民食物军需处委员会成员。1919年到1920年间，他主管红军部队补给，先后担任第4军和第7军的革命军事委员会成员。1920年，他任黑海防区军事委员和指挥官。
1921年到1923年间，他负责建设叶那基沃彼得罗夫斯基冶金厂。1923年到1924年，他被指派往中亚工作，指导组织棉花种植经济。1924年11月19日起，他担任土库曼斯坦共产党中央委员会第一书记，兼任全联盟共产党（布尔什维克）中央委员会中亚事务局成员。1926年到1930年期间，他在全联盟共产党（布尔什维克）中央委员会中亚事务局工作。1928年到1929年间，担任坦波夫区党委书记。1930年到1933年间，梅日劳克在苏联经济计划部工作，曾任劳动国防委员会秘书。1931年到1936年间处理苏联人民委员会事务。1936年到1937年间任苏联人民委员会下全联盟高等教育委员会主席。他数次当选苏联中央执行委员会、全俄罗斯中央执行委员会、土库曼斯坦中央执行委员会成员。
肃反运动中，梅日劳克遭到政治清洗。1937年12月3日，梅日劳克被捕。最初，他被指控为法国从事间谍活动，因担任间谍，而在世界博览会期间受到法国情报部门赠送10.8万法郎。1938年4月25日，苏联最高法院军事审判庭以参与反革命恐怖组织的罪名宣判他极刑，当日枪决，葬于科穆纳尔卡射击场。1956年4月4日，梅日劳克在死后被平反昭雪。
梅日劳克的弟弟瓦列里·梅日劳克是苏联经济规划师，亦为苏联国家计划委员会的负责人。他在1937年12月1日被捕，梅日劳克的妻子也在同一天被逮捕。瓦列里在1938年7月28日被判处死刑，次日处决，梅日劳克的妻子则是被判处8年有期徒刑。两周后，第三个兄弟瓦伦汀·梅日劳克被捕，后在狱中自杀。

## 著作
- 《苏联境内内战历史文档材料收集》1960年第1版于莫斯科[4]